# 5 средно училище „Христо Ботев“ (Монтана)
5 средно училище „Христо Ботев“ се намира в квартал Пъстрина, град Монтана. Патрон на училището е поетът и революционер Христо Ботев.

## История
Училището е създадено със заповед № 1220 от 20 юни 1968 г. на Общинския народен съвет, Михайловград, отдел „Народна просвета“. Настанено е в сградата на Икономическия техникум, на мястото на Електротехникума, който се премества в собствена сграда.
През учебната 1973 – 1974 година броят на паралелките се увеличава – 14 в начална степен и 10 в средна степен. За учебната 1975 – 1976 година училището вече има собствена сграда. През 1977 – 1978 година учениците са вече 849 в 28 паралелки, 14 в начална и 14 в средна степен.
През учебната 1979 – 1980 година е възродена старата традиция – избор на училищно настоятелство, в което са включени представители на обществеността, стопански и обществени ръководители и учители. През учебната 1984 – 1985 година броят на паралелките е 29 – 13 в начална степен и 16 в средна степен, броят на учениците нараства на 966.
През учебната 1989 – 1990 година по предложение на училищното ръководство се прави официално предложение до МОН за утвърждаване на училището като СОУ с разширено изучаване на музика и изобразително изкуство. Със заповед на министъра е разрешен прием на паралелка след седми клас с разширено изучаване на музика и изобразително изкуство. В профила изобразително изкуство се осъществява обучение по живопис, графика, приложни изкуства и скулптура, а в профил музика е направен прием на клас пиано, флейта, акордеон, валдхорна, кларнет, народно пеене и вокал.
Учебната 1993 – 1994 година преминава под знака на 25-годишния юбилей от създаването на Пето СОУ „Христо Ботев“. През годината е утвърден прием на паралелки с разширено изучаване на хореография в I, V и IХ клас, както и на паралелки с разширено изучаване на музика и изобразително изкуство в I клас.
Учебната 2001 – 2002 година поставя ново начало. Открит е прием след осми клас профил „Технологичен – Информационни технологии“. Училището печели проект и с помощта на Католически служби за помощ е създаден модерен компютърен кабинет, оборудван с компютри от висок клас, интернет и бяла дъска. Приети са 26 момичета и момчета. За първи път в 34-годишната си история училището издава собствен вестник – ПЕТОNews. Първият брой излиза в навечерието на Коледните празници.
През Учебната 2004 – 2005 г. е оборудван втори компютърен кабинет по програмата I клас. Функционира локална компютърна мрежа. Учениците имат възможност да се обучават в модерен компютърен кабинет с непрекъснат достъп до интернет и възможност за мултимедийно обучение. Кабинетът е оборудван с бяла дъска. През Учебната 2007 – 2008 г. училището отбелязва своя 40-годишен юбилей. Заключителните прояви се отбелязват с голям концерт на танцовите формации в Драматичен театър „Драгомир Асенов“. През Учебната 2008 – 2009 г. на училището са предоставени 30 лаптопа HP и 14 мултимедийни системи, както и 25 бели дъски, които подмениха старите черни дъски. Оборудвани са още 2 компютърни кабинета с непрекъснат достъп до интернет. През Учебната 2009 – 2010 г. е обновена дограмата на училищната сграда.

## Материална база
Училището разполага със собствена сграда с обновена дограма и парно отопление, открита спортна площадка в двора, два физкултурни салона, зала за репетиции на танцовите състави, 3 компютърни кабинета с Интернет, фитнес салон, актова зала за провеждане на празници, столова и занималня за учениците.